# Thomas Ammann (Politiker, 1964)

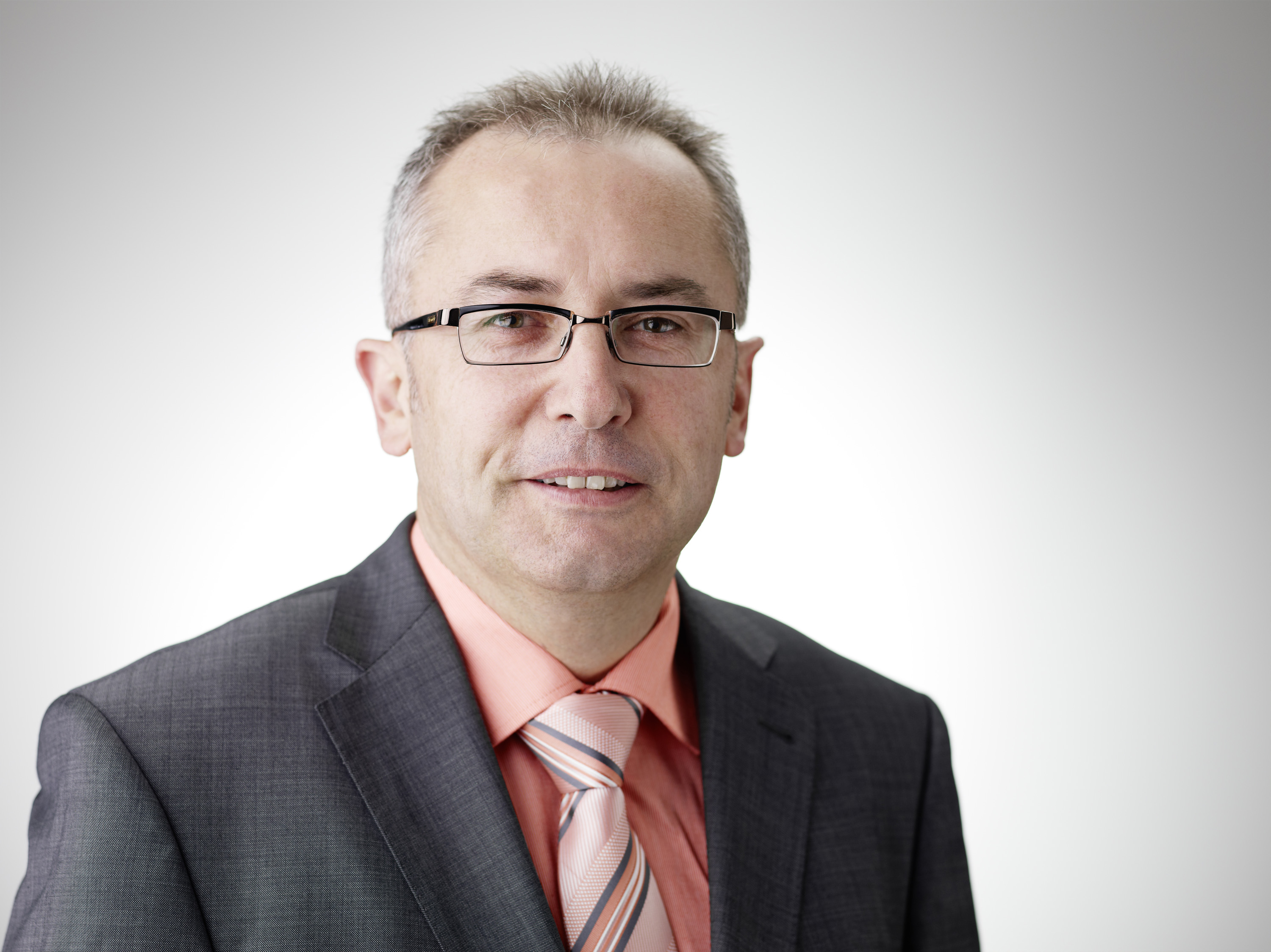
Thomas Ammann (2011)

Thomas Ammann (* 13. Juli 1964 in Altstätten, Kanton St. Gallen; † 16. Oktober 2022 in Rüthi) war ein Schweizer Politiker (CVP).

## Biografie
Thomas Ammann war gelernter Kaufmann und hat sich zum eidg. dipl. Bankfachmann weiterbilden lassen. Er war mehrere Jahre in der Industrie und im Bankwesen tätig. Von 1997 bis Ende 2016 war er Gemeindepräsident von Rüthi. Von 2000 bis 2016 gehörte er dem St. Galler Kantonsrat an, wo er sich als Politiker für die Anliegen der Gemeinden und der ländlichen Regionen einsetzt. Im Amtsjahr 2008/09 stand er dem Rat als Präsident vor. Bei den Parlamentswahlen 2011 kandidierte Ammann für den Nationalrat. Er wurde nicht gewählt, erreichte aber mit 16'162 Stimmen den 1. Ersatzplatz bei der CVP St. Gallen.
Parteipolitisch engagierte sich Ammann im Vorstand der CVP Rheintal und Rüthi. Für die CVP des Kantons St. Gallen war er Präsident der Studienkommission Regionen (2001–2008). Ab Januar 2011 gehörte er der Parteileitung der CVP Kanton St. Gallen an. Zudem amtete er als Nachfolger von Beni Würth als Fraktionspräsident der CVP im Kantonsrat.
Bei den Parlamentswahlen 2015 kandidierte Thomas Ammann für den Stände- und erneut für den Nationalrat. Für die Wahl in den Ständerat reichte es nicht, hingegen wurde Ammann mit 22'239 Stimmen in den Nationalrat gewählt. Bei den Nationalratswahlen 2019 wurde er, weil die CVP einen von drei Sitzen verlor, nicht wiedergewählt.
Ammann war verheiratet mit Gabi Ammann-Pridgar und war Vater von vier Kindern. 2016 erkrankte er an einem Darmtumor, 2022 starb er im Alter von 58 Jahren an den Folgen der Krankheit zu Hause in Rüthi.

## Mandate (Auswahl)
- Präsident und Mitglied verschiedener Gemeindezweckverbände und -vereine (Verein St. Galler Rheintal, Soziale Dienste Oberes Rheintal, Suchtberatung Oberes Rheintal und weitere)
- Präsident des Waldwirtschaftsverband SG-FL und Holzmarkt Ostschweiz ab 2009
- Vizepräsident Trägerverein Integrationsprojekte St. Gallen ab 2013
- Stiftungsrat Benevol St. Gallen ab 2009
- Vorstandsmitglied und Präsident Finanzkommission des Vereins Rhyboot (1998–2010)